# Draagbare atoombom

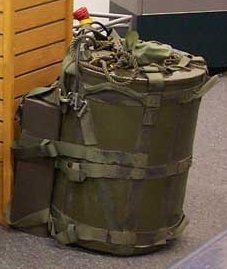
H-912 Transport container

Een draagbare atoombom is een tactisch nucleair wapen, dat klein genoeg is om in een koffer te worden ingezet. Vandaar ook de bijnamen Suitcase Bomb, Backpack nuke en Pocket nuke. Voor zover bekend zijn tot op de dag van vandaag enkel de Verenigde Staten en Rusland in staat om deze miniatuur-atoomwapens te maken. De draagbare atoombom komt regelmatig terug als onderdeel van een speelfilm.

## Doel
Het Amerikaanse leger liet draagbare atoomwapens ontwikkelen om in te zetten in Europa, indien er een Sovjet-invasie zou plaatsvinden. Met behulp van deze wapens zouden Amerikaanse genietroepen de Fulda-corridor onbruikbaar maken voor het Sovjetleger. Amerikaanse para's werden zelfs getraind om in kleine teams gewapend met een van deze kleine atoomwapens elektriciteitscentrales, bruggen en waterdammen te vernietigen.

## Amerikaanse draagbare atoomwapens
In de jaren 60 heeft het Amerikaanse leger enkele kleine draagbare atoomwapens ontwikkeld. Deze kregen de aanduiding SADM of Special Atomic Demolition Munition.
Het lichtste atoomwapen dat door de VS werd ontwikkeld was de W54. Deze kon worden ingezet met behulp van de Davy Crockett 120 mm lanceerder of met behulp van de rugzak-versie Mk-54 SADM. De rugzak was dan een H-912 transport container. Het kleine atoomwapen woog slechts 23 kg en mat 28 cm op 41 cm. De bom had de kracht van 6 kiloton TNT (de atoombommen die op Hiroshima en Nagasaki vielen waren 16 en 21 kiloton sterk).

## In populaire cultuur
In het spel Battlefield 3 moet men in de Singleplayer-campagne op zoek naar twee verdwenen draagbare atoombommen.
In het boek 'Onder de radar' van de Amerikaanse schrijver Lee Child probeert een Amerikaanse deserteur tien H912 draagbare atoombommen aan een buitenlandse mogendheid te verkopen.